# Bailleul-la-Vallée

Bailleul-la-Vallée este o comună în departamentul Eure, Franța. În 1 ianuarie 2022 avea o populație de 97 de locuitori.